# Revista internacional de Sociología
La Revista internacional de Sociología (RIS) és una revista científica de sociologia, fundada el 1943, i editada per l'Instituto de Estudios Sociales de Andalucía (IESA) del Consell Superior d'Investigacions Científiques.
La RIS, amb una periodicitat quadrimestral, publica els seus articles en castellà o en anglès, i tot i que s'ocupa principalment de la disciplina de la sociologia, també vol abastar la ciència política, la política social, l'economia, l'antropologia i la filosofia social i la filosofia moral, prestant una atenció especial a l'àmbit geogràfic d'Espanya i Llatinoamèrica. Al costat de la publicació de treballs científics de caràcter empíric, epistemològic o teòric, que és el seu principal objectiu, la RIS és també un lloc de reflexió i debat al voltant de les consideracions filosòfiques i morals i de qüestions importants que afecten la ciutadania.
La Revista Internacional de Sociología, els articles de la qual són revisats per l'avaluació d'experts, externs, es troba indexada a la Web of Science, a SCOPUS, CWTS Leiden Ranking (Journal indicators), ERIH Plus, REDIB i a DOAJ. Es tracta d'una revista en accés obert que facilita l'accés sense restriccions a tot el seu contingut immediatament després de la seva publicació.